# 1º Stormo caccia
Il 1º Stormo caccia Ogni Tempo (1º Stormo C.O.T.) era un'unità dell'Aeronautica Militare Italiana, costituito il 1º maggio del 1956, inquadrato all'interno della 51ª Aerobrigata, riprendendo le tradizioni del 1º Stormo Caccia Terrestre.
Destinato (come chiaramente indicato nella sua denominazione) al ruolo di intercettazione dell'ipotetica minaccia avversaria, il reparto rimase operativo per tre anni esatti, fino al 1º maggio del 1959 quando venne trasformato in 1ª Aerobrigata intercettori teleguidati.

## Storia

### Lo stormo caccia terrestre
Il 1º Stormo Aeroplani da Caccia fu costituito all'aeroporto di Brescia-Ghedi il 7 maggio 1923, dotato di Hanriot HD.1, SPAD S.VII e SPAD S.XIII.
Alla sua costituzione lo Stormo comprendeva il 6º Gruppo caccia (76ª Squadriglia caccia, 79ª Squadriglia caccia ed 81ª Squadriglia aeroplani) dislocato all'aeroporto di Aviano e all'aeroporto di Udine-Campoformido, il XIII Gruppo (poi 13º Gruppo caccia formato da 78ª Squadriglia aeroplani da caccia e 80ª Squadriglia caccia) all'aeroporto di Venaria Reale e il 23º Gruppo (71ª Squadriglia caccia e 91ª Squadriglia aeroplani da caccia) di stanza a Cinisello Balsamo (Aeroporto di Bresso). 
Dal 28 maggio 1923 al 29 gennaio 1924 è stato comandato da Antonio Bosio, futuro capo di stato maggiore dell'Aeronautica Militare, e da gennaio dal Tenente Colonnello Vincenzo Lombard fino all'aprile 1926.
In precedenza esisteva il 1º Raggruppamento Caccia, comandato dal Colonnello Augusto Gallina a Ghedi con atto sancito dal Regio Decreto n. 2143 del 21 novembre 1919. Il Reparto, all'inizio, era composto dalla 76ª Squadriglia all'aeroporto di Padova, dalla 78ª Squadriglia a Bologna e dalla 79ª Squadriglia all'aeroporto di Ferrara.
Nel novembre 1923 arrivano anche la 72ª Squadriglia caccia nel VI Gruppo e la 70ª Squadriglia caccia e 77ª Squadriglia aeroplani nel XIII Gruppo.
Nel maggio del 1924 lo Stormo venne trasferito al campo della Promessa di Lonate Pozzolo dove ricevette gli aerei Nieuport-Delage NiD 29 ed incorporò anche il VII Gruppo (poi 7º Gruppo Autonomo Caccia Terrestre) dell'Aeroporto di Ciampino ed il XVII Gruppo (poi 17º Gruppo caccia) sempre di Lonate con la 73ª Squadriglia, 74ª Squadriglia, 75ª Squadriglia caccia e 83ª Squadriglia.
Nell’autunno del 1924 lo Stormo era così composto:
- 6º Gruppo (73ª, 79ª e 81ª Squadriglia), Lonate Pozzolo;
- 7º Gruppo autonomo caccia terrestre (76^, 84ª Squadriglia, e 91ª Squadriglia), Ciampino;
- 13º Gruppo (77ª, 78ª e 82ª Squadriglia), Venaria Reale;
- 17º Gruppo (71ª, 72ª, 80ª e 83ª Squadriglia), Lonate Pozzolo;
- 23º Gruppo (70ª, 74ª e 75ª Squadriglia), Lonate Pozzolo.

Insegna storica 1925-1936

Nel 1925 arrivano le nuove 88ª Squadriglia nel VI Gruppo e 90ª Squadriglia nel XVII Gruppo e la 83ª va nel XXIII Gruppo.
Nel dicembre 1925 perde il VII ed il XIII Gruppo e nel 1926 ha ricevuto gli aerei Fiat C.R.1.
Dal 1º febbraio 1927 lo Stormo fu trasferito in provincia di Udine sull’aeroporto di Campoformido, con i Gruppi VI e XVII perché nello stesso mese il XXIII Gruppo, rimasto a Cinisello, fu assegnato al 2º Stormo e vengono sciolte la 71ª e 73ª Squadriglia. 
Nel giugno 1928 si aggiunse il 9º Gruppo caccia (71ª, 73ª, 90ª e 97ª Squadriglia), basato ad Aviano, fino al 1º giugno 1931 quando andò a costituire il 4º Stormo. Operando da Campoformido, il 1º Stormo assunse la configurazione ordinativa che manterrà fino al conflitto mondiale, con alle dipendenze:
- VI Gruppo (79ª, 81ª e 88ª Squadriglia), Campoformido;
- XVII Gruppo (71ª, 72ª e 80ª Squadriglia), Campoformido.

Nel giugno 1928 il comando dello Stormo fu assunto dal Ten. Colonnello Rino Corso Fougier fino al maggio 1933.
In questo periodo lo Stormo ebbe in dotazione dal 1928 i Fiat C.R.20, dal 1931 i CR.20 “Asso” e dal 1933 i Fiat C.R.30. Dal giugno 1933 è comandato dal Col. Raul Da Barberino fino al marzo 1935.
Tra l'aprile 1935 e il 15 gennaio 1936 è comandato dal Col. Vincenzo Velardi.
Dall’ottobre 1935 al settembre 1936, equipaggiato con i Fiat C.R.32, in occasione della Guerra d'Etiopia lo Stormo rischierò i suoi Gruppi in tempi successivi all'aeroporto di Guidonia (VI Gruppo), all'aeroporto di Catania-Fontanarossa e all'aeroporto di Capodichino (XVII Gruppo) per contrastare eventuali attacchi inglesi provenienti da Malta diretti contro Roma e la Sicilia.

### Nella Seconda guerra mondiale
Allo scoppio della seconda guerra mondiale lo Stormo, inquadrato dal 3 giugno 1940 alle dipendenze della 1ª Divisione Aerea Aquila del Gen. D.A. Vincenzo Velardi di Palermo della 2ª Squadra aerea, si rischierò sulle sedi di guerra al comando del Ten. Col. Mario Piccini sull'aeroporto di Palermo-Boccadifalco. Il 6º Gruppo Autonomo Caccia Terrestre del Ten. Col. Armando François, dotato dei nuovi Macchi M.C.200, raggiunse Catania-Fontanarossa. Il 17º Gruppo del Magg. Bruno Brambilla, armato ancora con i CR.32, si suddivise sull'Aeroporto di Palermo-Boccadifalco e Trapani Milo dove già si trovava il neocostituito 157º Gruppo C.T. del Magg. Guido Nobili con la 384ª (6 CR 42), 385ª (6 CR 42) e 386ª Squadriglia (5 CR 42), il quale dal 10 giugno entrò a far parte del 1º Stormo il cui Comando si era schierato a Trapani Milo. Con questo spiegamento lo Stormo iniziò l’11 giugno l’attività bellica. Nel corso delle operazioni, il 25 luglio fu perso il 157º Gruppo e riacquisito il 6° che rimase a Catania-Fontanarossa. Dopo alcuni spostamenti per soddisfare le esigenze belliche, alla fine del 1940 le componenti operative occupavano le seguenti sedi:
- Comando 1º Stormo CT a Trapani Milo;
- Comando 6º Gruppo CT con 79ª, 81ª e 88ª Squadriglia a Catania;
- Comando 17º Gruppo CT dotato anche di Fiat C.R.42 con:
  - 72ª Squadriglia a Palermo;
  - 71ª ed 80ª Squadriglia a Trapani;
  - Sezione 80ª Squadriglia all'aeroporto di Pantelleria (dal novembre 1940).

Lo Stormo, con i suoi due Gruppi, terminò le operazioni il 19 giugno rientrando poi a Campoformido.

Insegna storica anni '30

Il 17° per tappe successive raggiunse con le sue tre Squadriglie, dotate di Macchi M.C.202, l'Aeroporto di Martuba, in Libia, da dove inizia il 1º dicembre 1941 il secondo ciclo di attività bellica. Il 6º Gruppo, con le sole Squadriglie 79^ e 81^, in quanto l’88^ non aveva ancora completato le predisposizioni per il clima desertico, al comando del T. Col. Vezio Mezzetti iniziò il trasferimento in Africa Settentrionale Italiana raggiungendo il campo di Martuba il 10 dicembre. Il Comando dello Stormo rimase in Italia perché i due Gruppi furono posti sotto il comando operativo della 5ª Squadra aerea, responsabile del teatro nord-africano. L’88ª Squadriglia si ricongiunse con il suo Gruppo il 14 dicembre sull’aeroporto di Bengasi K2, perché era iniziato l’arretramento del fronte africano, mentre il 17° ripiegò all'Aeroporto di Benina. Il 17 dicembre, in un combattimento aereo sul cielo di El Mechili, il Ten. Col. Mezzetti, cadde ai comandi del suo C.202. Fu decorato con medaglia d'oro al valor militare alla memoria ed a lui venne intitolata la futura 1ª Aerobrigata.
Nel gennaio 1942, alla ripresa dell’offensiva italo-tedesca verso l’Egitto, i due Gruppi si trovavano con le Squadriglie sul campo di Uadi Tamet (ad ovest di Sirte) in Cirenaica. 
Il 17° rimase sul posto per la difesa delle retrovie ed il 6°, a cui nel frattempo si era unito il Comando di Stormo, raggiunse il campo di volo di Martuba entrando a far parte del Distaccamento Forze aeree avanzate, costituito appositamente per sostenere i combattimenti con maggiore efficacia.
I suoi MC 202 appartenenti al 6º e 17º Gruppo partecipano all'offensiva dell'Asse del 26 maggio 1942 quando prima dell'alba, 9 Fiat C.R.42 eseguono un attacco contro l'aeroporto militare di Gambut che viene subito dopo colpito da 59 MC 202: risultano colpiti 24 caccia avversari in fase di decollo.
Nel giugno del 1942 venne ordinato il rientro in Italia dei due Gruppi dello Stormo. Il 17°, più distante dal fronte, fece l’ultima azione di guerra il 16 giugno ed il 6° finì le operazioni il giorno dopo. I rientri avvennero nei giorni seguenti. 
L’88ª Squadriglia integrata da personale del 17°, rimase in linea continuando le operazioni da Sidi El Barrani insieme con il 4º Stormo. 
Da qui seguì l’avanzare del fronte verso El Alamein schierandosi sui campi di Fuka (aeroporto militare di Sidi Haneish) fino al 13 luglio quando iniziò il rimpatrio.
Il nuovo schieramento, incominciato ai primi di ottobre e terminato ai primi di novembre, vedeva assegnato al 17° il compito temporaneo della difesa dei cieli di Roma con schieramento a Ciampino, mentre al 6° quello della difesa del triangolo industriale della Lombardia-Piemonte-Liguria, operando dall'aeroporto di Albenga (81^ Sq.), dall'aeroporto di Varese-Venegono (79^ Sq.) e dall'aeroporto di Torino-Caselle (88^ Sq.). A seguito dello sbarco alleato in Nord Africa, il 17° fu inviato inizialmente a Pantelleria ed il 7 novembre fu spostato sull’aeroporto di Decimomannu sul quale stava confluendo il Comando di Stormo.

Insegna storica anni '40

Il 6° portò i Macchi C.202 già in carico alle sue tre squadriglie in Africa per il 4º Stormo, che operava ancora dal campo di volo di Martuba, giungendo sul quel campo l’8 e il 9 novembre. A partire dal 14 novembre il 6°  si trasferì a Decimomannu con la 81ª ed 88ª Squadriglia, lasciando a Ciampino la 79^ per la difesa di Roma e, successivamente, di Napoli. 
Gli equipaggi dello Stormo dalla Sardegna svolsero attività di allarme, ricognizione, protezione ai convogli navali e scorta ai bombardieri ed ai trasporti aerei diretti in Nord Africa, distaccando temporaneamente anche una sezione di Macchi ad Ajaccio in Corsica. A metà novembre lo Stormo si ricompattò su Pantelleria, riunendo i due Gruppi con le squadriglie, inclusa la 79^.
Da qui gli aerei dell’Arciere molto volte si trasferirono temporaneamente in Tunisia per poter essere più vicini al teatro d’operazioni. Mentre il 6° (79ª e 81ª Squadriglia) dalla fine di gennaio del 1943 alla metà di aprile era di nuovo in Africa per operare dai campi della Tunisia a protezione delle nostre truppe, i piloti dello Stormo si adoperarono per la difesa dei cieli della Sicilia decollando fino all’8 maggio da Pantelleria al comando dall'aprile 1943 del Ten. Col. Giuseppe Baylon (comandante di stormo fino a settembre 1943) e successivamente con i Macchi M.C.205 dai campi di volo di Catania (lo Stormo con il 6°, rientrato in precedenza dalla Tunisia) e Chinisia (17º Gruppo) nel tentativo di ostacolare i bombardamenti aerei alleati sulle città, fin quando a fine giugno versarono gli aerei efficienti al 4º Stormo, mentre i piloti ed il personale furono richiamati ad Osoppo.
Lo stormo fu sciolto l'8 settembre 1943, in seguito al proclama Badoglio che annunciava l'armistizio di Cassibile), quando era all'aeroporto di Trieste-Ronchi dei Legionari.
Dopo l'armistizio in novembre alcuni piloti passarono con i velivoli dell'Arciere alla 3ª Squadriglia del 1º Gruppo caccia "Asso di bastoni".

### Nel dopoguerra

Insegna attuale 1ª Aerobrigata

L'Aeronautica Militare decise di costituire il 1º Stormo C.O.T. al fine di mettere in servizio i caccia North-American F86-K ottenuti dagli Stati Uniti d'America nell'ambito del Mutual Defense Assistance Program ed assemblati dalla Fiat Aviazione tra il 1954 ed il 1956.
Il 1º Stormo C.O.T. era composto dal 6º e dal 17º Gruppo, basati all'aeroporto di Istrana, e dal 23º Gruppo basato a Pisa.
Lo Stormo rimase operativo per tre anni: il 1º maggio del 1959 il 6º ed il 17º gruppo, unitamente al 7º, armati con i missili Ajax, andarono a formare la 1ª Aerobrigata intercettori teleguidati (con sede a Padova), mentre il 23º gruppo e tutti i caccia in carico, rimasero inquadrati nella 51ª Aerobrigata C.O.T.